# Louis Charles Lazare Costard de Mézeray
Pour les articles homonymes, voir Mézeray.
Louis Charles Lazare Costard de Mézeray dit Charles de Mézeray ou Charles Mézeray, né le 18 décembre 1806 à Brunswick et mort le 25 avril 1887 à Asnières, est un baryton, chef d'orchestre et compositeur français de la période romantique.

## Biographie
Louis Charles Lazare Costard est né en 1806 à Brunswick, fils de François Antoine Costard et de Sophie Delrue, son épouse. Son père, né en 1777 à Paris, meurt en 1836 au Havre, alors qu'il est régisseur du théâtre de la ville.
Dès 1825, Mézeray est deuxième chef d'orchestre et répétiteur des chœurs au théâtre de Strasbourg. Il étudie la composition avec Talliez et l'harmonie avec Wachental, organiste de la cathédrale de Strasbourg. Il fait représenter la même année au théâtre de cette ville un opéra-comique qu'il a composé : Le Sicilien ou l'Amour peintre d'après Molière. Il est premier chef d'orchestre à Verviers en 1827, lorsque ses capacités le désigne, quoique bien jeune, pour occuper le même poste d'abord au grand théâtre de Liège, puis, trois ans après, au théâtre royal de La Haye, où il compose la musique de Guillaume de Nassau et crée le rôle de l'amiral Louis Boisot, au théâtre français de La Haye, le 20 septembre 1832, dont le succès est si complet qu'il croit que son avenir est à Paris. Il y arrive en 1833 pour y trouver comme tant d'autres artistes de talent des déceptions. Il étudie avec Antoine Reicha. L'année suivante il est envoyé comme chef d'orchestre à Gand, puis à Rouen et à Marseille.
Il quitte le fauteuil pour la scène, et c'est comme baryton qu'en 1841, dans Lucie qu'il vient débuter à Bordeaux, puis il va à Montpellier, à Anvers, à Nantes.
En 1843, Dévéria, alors directeur du Grand Théâtre de Bordeaux, lui offre le fauteuil de 1er chef d'orchestre. Il fonde la Société Sainte Cécile dans cette ville, en 1853.

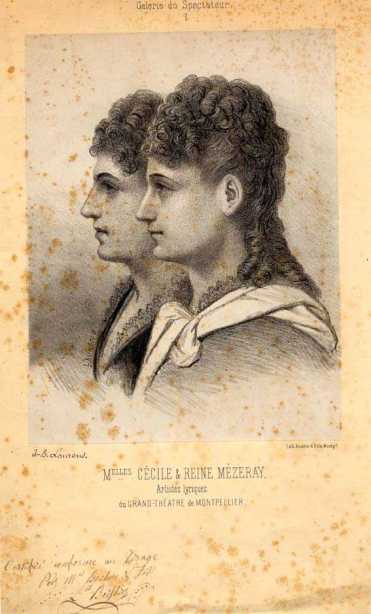
Cécile et Reine Mézeray, artistes lyriques du grand théâtre de Montpellier

Mézeray se marie à Bordeaux en 1847 et a quatre filles : Caroline,, Henriette, Cécile et Reine Mézeray, futures cantatrices expérimentées.
Il prend sa retraite en 1886 et meurt l'année suivante à Asnières, en son domicile du 42, avenue de Courbevoie. Il est inhumé deux jours plus tard au cimetière du Père-Lachaise,.

## Sources
- Le Ménestrel, Paris, 1833-1940 (lire en ligne), lire en ligne sur Gallica
- (es) Enciclopedia Espasa : volume 34, p. 1404  (ISBN 84 239-4534-0)